# Sant Miquel de Monteia
Sant Miquel de Monteia és una església romànica de principi del segle xiii que es troba al municipi de Sales de Llierca (Garrotxa), a prop del Mas Monteia, una casa de pagès rellevant d'aquesta zona de l'Alta Garrotxa.

## Descripció
Es tracta d'un temple d'una sola nau, amb volta apuntada, de finals del segle xii o començament del següent. Les restes de dos capcers esglaonats, de pedra més treballada, i d'una coberta de llosa, abaixada de nivell en la construcció arribada als nostres dies, constaten l'existència d'un temple anterior que es pot considerar del segle xi. A migdia, s'aprecia una porta d'entrada amb un arc de mig punt i un llum rectangular, així com una finestra i cornisa. A ponent, hi ha una finestra i un campanar d'espadanya d'un sol ull, descentrat vers la banda de migjorn. També cal destacar la presència d'un absis a llevant amb tres finestres.
La pica romànica d'immersió conservada a l'interior no té cap tipus d'ornamentació. El diàmetre exterior amida 72 cm, l'interior 56 cm i l'alçada és de 64 cm.
A l'interior, també destaca la cornisa que corre els murs i els seients de pedra adossats als laterals, així com la volta de quart de cercle de l'absis.

## Història
L'any 1228 el noble Bernat de Sales va fer donació de les dècimes de la parròquia anomenada "Sancti Michaelis de Montilia" a l'església de Santa Magdalena de Palau de Montagut aleshores consagrada. Igual denominació apareix en un document del 1341, redactat amb motiu de la venda d'un bosc existent a la parròquia, situada en terres pertanyents al castell de Sales. Més tard, el 1362, se cita com a "Sancti Michaelis de Montilias", topònim que, al mateix segle, es convertí en "Monteya".